# Love & Devotion
"Love & Devotion" é uma canção da banda alemã de eurodance Real McCoy, que foi lançado como single em 1995, embora originalmente tenha aparecido como faixa no álbum Space Invaders. A canção obteve ótimo desempenho, tendo alcançado o top 30 em vários países europeus, além de ter alcançado a posição de número 7 na Austrália.
Lennox Herald (um especialista em música) elogiou a canção e escreveu que "Love & Devotion" "tem tons semelhantes do Ace of Base, o que provavelmente significa que será um sucesso", enquanto o Music & Media observou em sua avaliação que "musicalmente o duo de Berlim continua com um acompanhamento de estilo reggae com eurodance para Another Night".
Um videoclipe foi feito para acompanhar a música, e possui os membros da banda passeando em uma cidade à noite. O vídeo foi postado no YouTube em outubro de 2006. Em 2020, o vídeo já tinha mais de 2,8 milhões de visualizações.

## Lista de Faixas

### CD Maxi (74321 26377 2)
1. Love & Devotion (Airplay Mix) 3:55
2. Love & Devotion (UK Airplay Mix) 3:57
3. Love & Devotion (Club Mix) 4:33
4. Love & Devotion (Extended UK Mix) 5:42
5. Love & Devotion (Summer Mix) 5:32
6. Love & Devotion (House Mix) 5:50

## Desempenho nas paradas musicais
| Parada musical (1995)                      | Melhor posição |
| ------------------------------------------ | -------------- |
| Austrália - (ARIA)                         | 8              |
| Áustria - (Ö3 Austria Top 40)              | 16             |
| Escócia - (Official Charts Company)        | 10             |
| União Europeia - (Eurochart Hot 100)       | 19             |
| Finlândia - (Suomen virallinen lista)      | 4              |
| Alemanha - (Official German Charts)        | 37             |
| Irlanda - (IRMA)                           | 16             |
| Países Baixos - (Dutch Top 40)             | 24             |
| Nova Zelândia - (Recorded Music NZ)        | 28             |
| Suécia - (Sverigetopplistan)               | 10             |
| Reino Unido - (The Official Chart Company) | 11             |